# 日本木材加工技術協会
公益社団法人日本木材加工技術協会（にほんもくざいかこうぎじゅつきょうかい、Wood Technological Association of Japan）は、木材加工技術センター事業の講習会、木工加工技術検定事業の資格検定試験を実施している公益法人。元農林水産省林野庁所管。

## 概要
- 所在：東京都文京区後楽1-7-12
- 会長：服部順昭